# Denis Compton
Denis Charles Scott Compton, CBE (* 23. Mai 1918 in Hendon; † 23. April 1997 in Windsor) war ein englischer Cricket- und Fußballspieler. Er spielte 78 Tests für die englische Cricket-Nationalmannschaft und gehörte zu den nur wenigen Spielern, denen mehr als hundert Centuries im First-Class Cricket gelangen. Im Fußball gewann er als Linksaußen mit dem FC Arsenal 1948 die englische Meisterschaft sowie 1950 den FA Cup.

## Kindheit und Ausbildung
Compton wuchs in Hendon als Sohn eines Dekorators, der, nachdem sein Geschäft nicht mehr ausreichte, als Kraftfahrer arbeitete und ein begeisterter Cricketspieler war. Er spielte Cricket und Fußball zusammen mit seinem älteren Bruder Leslie Compton, der später ebenfalls Fußball- und Cricketspieler war. Beim Besuch der Bell Lane Elementary School fiel sein talent auf und er spielte in der Mannschaft seines Vaters. Mit 12 Jahren nahm er am Spiel der North London Schools gegen die South London Schools in Lord’s teil und erzielte dort 88 Runs. Mit 14 Jahren spielte er dort für die Elementary Schools gegen die C.F. Tufnell’s XI und führte sein Team mit einem Century über 114 Runs zum Sieg. Ab 1933 arbeitete im Lord’s.

## Sportliche Karriere

### Karriere im Cricket

#### Aufstieg in die Nationalmannschaft
Mit 18 Jahren spielte er erstmals für den Middlesex County Cricket Club und gab gegen Sussex sein First-Class-Debüt. In der Folge erhielt er weitere Einsätze und konnte sich im Team etablieren. In der Saison 1937 erzielte er 1980 Runs, was ihm eine Nominierung für die Nationalmannschaft einbrachte. Sein Test-Debüt hatte er im letzten Test der Tour gegen Neuseeland 1937 im Oval als er 65* Runs erzielen konnte. Ein Jahr später war er Teil des Teams bei der Ashes Tour 1938 gegen Australien, als er im ersten Test ein Century über 102 Runs aus 173 Bällen erzielte. Im Winter 1938/39 verzichtete er auf die Tour nach Südafrika, um sich auf den Fußball zu konzentrieren. In der letzten Tour vor dem Zweiten Weltkrieg gegen die West Indies im Sommer 1939 erzielte er im ersten Test ein Century über 120 Runs. In der Saison konnte er insgesamt 2468 Runs erzielen.

#### Zweiter Weltkrieg und Einsatz in Indien
Während des Zweiten Weltkriegs spielte er neben seinem Einsatz in der Royal Artillery hauptsächlich Fußball. Im Jahr 1944 wurde er nach Indien versetzt, wo er als Sergant-Major eingesetzt wurde. Dort konnte er insgesamt 17 First-Class-Spiele für Holkar und die Europeans absolvieren. Mit Holkar erreichte er das Finale der Ranji Trophy 1944/45, unterlag dort jedoch gegen Bombay. Nach dem Krieg kehrte er nach England zurück, tat sich dort jedoch zunächst schwer. Gegen Indien konnte er zwei Half-Centuries (51 und 71* Runs) im zweiten Test erzielen, blieb ansonsten jedoch glanzlos. Auf der Tour nach Australien und Neuseeland dauerte es bis zum vierten Test gegen Australien, bis er zur alten Form zurückfand. Mit jeweils einem Century in den beiden Innings (147 Runs aus 350 Bällen im ersten und 103* Runs aus 353 Bällen) sicherte er zwar das Remis, jedoch war damit die Ashes verloren.

#### Karrierehöhepunkt
Durch das Touren auf der Südhalbkugel war Compton dem harten Winter in Europa entgangen. Im Sommer war Südafrika zu Gast, gegen die er insgesamt vier Centuries erzielte. Im ersten Test konnte er nach einem Fifty über 65 Runs im ersten 163 Runs im zweiten Innings erzielen und so das Remis retten. Der zweite Test war geprägt durch sein erstes Double-Century über 208 Runs, die, zusammen mit vier Wickets, die er in dem Spiele erzielte, den Sieg für England sicherten. Im dritten Spiel, das ebenfalls gewonnen werden konnte, erzielte er 115 Runs im ersten Innings. Im letzten Spiel der Serie erzielte er nach 53 Runs im ersten Innings 113 Runs im zweiten. Insgesamt sollte Campton in der Saison 3816 Runs erzielen und dabei 18 Centuries, wobei er zwischenzeitlich sich eine Knieverletzung zugezogen hatte. Diese sollte ihn auch in der Zukunft beeinträchtigen.
In der Ashes 1948 erzielte er 184 Runs aus 478 Bällen im ersten Test und 145* Runs im dritten. Dennoch verlor England die Tour deutlich mit 4:0 gegen die „Invincibles“. Im folgenden Winter reiste er mit dem Team nach Südafrika, wo er im zweiten Test mit 114 Runs ein Century erzielte und im dritten Test mit 5 Wickets für 70 Runs die beste Bowling-Leistung seiner internationalen Karriere erzielte. Dort kontaktierte er den Journalisten Reg Hayter, der ihn an Bagenal Harvey weiterleitete, der ihn fortan managte und ihm Werbeverträge ermöglichte. Beim Besuch Neuseelands im Sommer 1949, bei der alle Spiele im Remis endeten, erzielte er mit 114 Runs im ersten Test und 116 Runs im zweiten zwei Centuries.

#### Verletzungen und Karriereende
Nachdem zu Saisonbeginn 1950 seine Knieverletzung ihn wieder behinderte, verpasste er große teile der Saison. Als er zurückkam tat er sich schwer. Gegen die West Indies bestritt er nur einen Test, blieb aber dort, ebenso wie im Winter in Australien und Neuseeland, glanzlos. Erst im Sommer 1951 gegen Südafrika konnte er mit 112 Runs im ersten Test wieder ein Century erzielen. Auch übernahm er zusammen mit Bill Edrich in der Saison die Kapitänsrolle für Middlesex. Seine Runzahlen sanken, jedoch konnte er bei der Ashes Tour 1953 den entscheidenden Schlag setzen um England erstmals seit 1932/33 wieder für England die Ashes gewinnen.
In den West Indies 1953/54 erzielte er dann auch wieder ein Century, als er im vierten Test 133 Runs erzielte. Im Sommer gegen Pakistan konnte er mit einem Double-Century über 278 Runs gegen Pakistan seine beste Schlag-Leistung erbringen. Ein Weiteres Century gelang ihm 1955 mit 158 Runs im dritten Test gegen Südafrika. Im November 1955 wurde seine rechte Kniescheibe entfernt, was es ihm ermöglichte noch weitere zwei Saisons zu spielen. Sein letzter Test erfolgte im März 1957 in Südafrika.
Nach dem Ende seiner internationalen Karriere spielte er den Sommer 1958 noch für Middlesex und beendete daraufhin seine Profi-Karriere. In einzelnen Spielen betätigte er sich in den Folgejahren noch als Amateur-Cricketspieler, bis er 1964 nach einem Spiel für den Marylebone Cricket Club gegen Lancashire County Cricket Club auch dieses einstellte.

### Laufbahn als Fußballspieler
Obwohl Compton in erster Linie als einer der besten Cricket-Spieler galt, feierte er auch als Fußballer beachtenswerte Erfolge. Bereits als 14-Jähriger schloss er sich 1932 dem FC Arsenal an und machte dort regelmäßig als Flügelspieler in den Nachwuchsauswahlen auf sich aufmerksam. Bei seinem Ligadebüt in der ersten Mannschaft schoss er gegen Derby County im September 1936 auf Anhieb ein Tor, aber in der Folgezeit pendelte er oft zwischen erster und zweiter Mannschaft. In der Saison 1936/37 erzielte er in zwei Spielen für die Reservemannschaft jeweils fünf Treffer und zeigte sich für einen flinken Außenspieler darüber hinaus außergewöhnlich robust und kopfballstark. In der Meistersaison 1937/38 war er dennoch nur eine Randfigur und die langjährige Unterbrechung des offiziellen Spielbetriebs nach Ausbruch des Zweiten Weltkriegs verhinderte die weiteren Karriereschritte.
Obwohl er als Soldat in Indien stationiert war, absolvierte er in den Kriegsspielzeiten 120 Partien für Arsenal und schoss dabei 74 Tore. Auch bestritt er zwölf Länderspiele für England, die jedoch keinen offiziellen Charakter besaßen. Als der Ligaspielbetrieb zur Saison 1946/47 wieder einsetzte, musste Compton aufgrund einer Beinverletzung pausieren und lief in nur einer einzigen Partie auf. In der folgenden Spielzeit 1947/48 jedoch absolvierte er 14 Spiele und trug entsprechend zum Gewinn der Meisterschaft bei. Danach ereilte ihn jedoch wieder ein ähnliches Schicksal und bis zum Ende seiner Fußballerlaufbahn im Jahr 1950 blieb er weitgehend außen vor. Ein letzter Höhepunkt war der Sieg im FA Cup 1950, bei dem auch er Teil der Mannschaft war, die im Finale den FC Liverpool mit 2:0 besiegte. Seine fußballerische Karriere war jedoch nicht nur von seiner deutlich renommierteren Cricket-Karriere in den Schatten gestellt worden, sondern auch von seinem Bruder Leslie, der beim FC Arsenal eine deutlich tragendere Rolle mit insgesamt 253 Ligapartien innehatte (und damit fast viermal so viel, wie er selbst auf dem Platz stand).

## Nach seiner aktiven Karriere
Nach dem Karriereende arbeitete er als Reporter für den Sunday Express und berichtete sowohl über Fußball als auch über Cricket. Auch war er als Kommentator für die BBC tätig. Er verstarb im April 1997 und seine Beerdigung in der Westminster Abbey sorgte für großen Andrang. Im Jahr 2009 wurde er – zwölf Jahre nach seinem Tod – posthum in die ICC Cricket Hall of Fame aufgenommen. Dazu wurde das Stadion Denis Compton Oval in Shenley nach ihm ebenso benannt, wie eine Tribüne im Lord’s. Bereits im Jahr 1958 war er mit dem Order of the British Empire als CBE ausgezeichnet worden.

## Titel/Auszeichnungen
- Englischer Fußballmeister (1): 1948
- Englischer Pokalsieger (1): 1950